# Grand Prix w piłce siatkowej mężczyzn (2023)
Grand Prix w piłce siatkowej mężczyzn 2023 – 25. edycja turnieju siatkarskiego dla najlepszych drużyn Elitserien zorganizowana przez Szwedzki Związek Piłki Siatkowej (Svenska Volleybollförbundet, SVBF) w dniach 21-22 stycznia 2023 roku w Fyrishov w Uppsali.
W Grand Prix 2023 uczestniczyły cztery najlepsze zespoły po 1. rundzie fazy zasadniczej Elitserien sezonu 2022/2023, tj. Hylte/Halmstad VBK, Falkenbergs VBK, Habo Wolley oraz Lunds VK. Rozgrywki składały się z półfinałów, meczu o 3. miejsce i finału.
Po raz siódmy zwycięzcą Grand Prix został zespół Hylte/Halmstad VBK, który w finale pokonał Habo Wolley. Najlepszymi zawodnikami (MVP) finału wybrani zostali Dardan Lushtaku z Hylte/Halmstad VBK i Algot Danielsson z Habo Wolley. Trzecie miejsce zajął Falkenbergs VBK.
Rozgrywki zostały przywrócone po jednorocznej przerwie.

## System rozgrywek
W Grand Prix 2023 uczestniczyły cztery najlepsze zespoły Elitserien po 1. rundzie fazy zasadniczej. Rozgrywki składały się z półfinałów, meczu o 3. miejsce i finału. Pary półfinałowe utworzone zostały zgodnie z poniższym kluczem:
- para 1: drużyna, która zajęła 1. miejsce w Elitserien po 1. rundzie fazy zasadniczej – drużyna, która zajęła 4. miejsce w Elitserien po 1. rundzie fazy zasadniczej;
- para 2: drużyna, która zajęła 2. miejsce w Elitserien po 1. rundzie fazy zasadniczej – drużyna, która zajęła 3. miejsce w Elitserien po 1. rundzie fazy zasadniczej.

Zwycięzcy półfinałów rozegrali mecz finałowy, natomiast przegrani grali o 3. miejsce.

### Tabela po 1. rundzie fazy zasadniczej Elitserien
| Lp. | Drużyna            | Pkt | Mecze | Mecze | Mecze | Rodzaj wyniku | Rodzaj wyniku | Rodzaj wyniku | Rodzaj wyniku | Rodzaj wyniku | Rodzaj wyniku | Sety | Sety | Sety  | Małe punkty | Małe punkty | Małe punkty |
| Lp. | Drużyna            | Pkt | M     | W     | P     | 3:0           | 3:1           | 3:2           | 2:3           | 1:3           | 0:3           | wyg. | prz. | stos. | zdob.       | str.        | stos.       |
| --- | ------------------ | --- | ----- | ----- | ----- | ------------- | ------------- | ------------- | ------------- | ------------- | ------------- | ---- | ---- | ----- | ----------- | ----------- | ----------- |
| 1   | Hylte/Halmstad VBK | 29  | 10    | 10    | 0     | 8             | 1             | 1             | 0             | 0             | 0             | 30   | 3    | 10    | 814         | 629         | 1.29        |
| 2   | Falkenbergs VBK    | 21  | 10    | 7     | 3     | 3             | 3             | 1             | 1             | 0             | 2             | 23   | 14   | 1.64  | 844         | 762         | 1.11        |
| 3   | Habo Wolley        | 20  | 10    | 7     | 3     | 4             | 2             | 1             | 0             | 2             | 1             | 23   | 13   | 1.77  | 812         | 777         | 1.05        |
| 4   | Lunds VK           | 19  | 10    | 7     | 3     | 2             | 2             | 3             | 1             | 0             | 2             | 23   | 17   | 1.35  | 913         | 852         | 1.07        |
| 5   | Floby VK           | 19  | 10    | 6     | 4     | 5             | 1             | 0             | 1             | 1             | 2             | 21   | 13   | 1.62  | 788         | 725         | 1.09        |
| 6   | Sollentuna VK      | 17  | 10    | 6     | 4     | 4             | 0             | 2             | 1             | 0             | 3             | 20   | 16   | 1.25  | 804         | 763         | 1.05        |
| 7   | Vingåkers VK       | 16  | 10    | 5     | 5     | 2             | 2             | 1             | 2             | 1             | 2             | 20   | 19   | 1.05  | 851         | 820         | 1.04        |
| 8   | Örkelljunga VK     | 12  | 10    | 3     | 7     | 3             | 0             | 0             | 3             | 1             | 3             | 16   | 21   | 0.76  | 778         | 822         | 0.95        |
| 9   | Södertelge VBK     | 9   | 10    | 3     | 7     | 1             | 1             | 1             | 1             | 3             | 3             | 14   | 24   | 0.58  | 781         | 891         | 0.88        |
| 10  | RIG Falköping      | 2   | 10    | 1     | 9     | 0             | 0             | 1             | 0             | 3             | 6             | 6    | 29   | 0.21  | 697         | 851         | 0.82        |
| 11  | Uppsala VBS        | 1   | 10    | 0     | 10    | 0             | 0             | 0             | 1             | 1             | 8             | 3    | 30   | 0.1   | 623         | 813         | 0.77        |

Źródło: SVBF – Data Project (szw.)
Punktacja: 3:0 i 3:1 – 3 pkt; 3:2 – 2 pkt; 2:3 – 1 pkt; 1:3 i 0:3 – 0 pkt
Zasady ustalania kolejności: 1. liczba punktów; 2. liczba zwycięstw; 3. stosunek setów; 4. stosunek małych punktów; 5. bilans w bezpośrednich meczach
     udział w Grand Prix

## Drużyny uczestniczące
| Drużyna            | Liczba występów | Ostatni występ | Najlepszy wynik                                       |
| ------------------ | --------------- | -------------- | ----------------------------------------------------- |
| Falkenbergs VBK    | 16              | 2020           | 1. miejsce (2006, 2009, 2010, 2011, 2016, 2017, 2019) |
| Habo Wolley        | 5               | 2021           | 1. miejsce (2007)                                     |
| Hylte/Halmstad VBK | 18              | 2021           | 1. miejsce (2000, 2001, 2005, 2008, 2013, 2021)       |
| Lunds VK           | 0               | debiut         | —                                                     |

## Drabinka
|  | Półfinały | Półfinały          | Półfinały |  |  | Finał             | Finał              | Finał             |
|  |           |                    |           |  |  |                   |                    |                   |
|  | 1         | Hylte/Halmstad VBK | 3         |  |  |                   |                    |                   |
|  | 4         | Lunds VK           | 0         |  |  |                   |                    |                   |
|  |           |                    |           |  |  | 1                 | Hylte/Halmstad VBK | 3                 |
|  |           |                    |           |  |  | 3                 | Habo Wolley        | 0                 |
|  | 2         | Falkenbergs VBK    | 1         |  |  |                   |                    |                   |
|  | 3         | Habo Wolley        | 3         |  |  | Mecz o 3. miejsce | Mecz o 3. miejsce  | Mecz o 3. miejsce |
|  |           |                    |           |  |  |                   |                    |                   |
|  |           |                    |           |  |  | 2                 | Falkenbergs VBK    | 3                 |
|  |           |                    |           |  |  | 4                 | Lunds VK           | 2                 |

## Rozgrywki

### Półfinały
| 21.01.2023 15:30 (UTC+1) | Hylte/Halmstad VBK | 3:0 (25:19, 25:22, 25:17) raport / opis | Lunds VK | Fyrishov, Uppsala Widzów: 527 Sędziowie: Martin Stenbock i Markus Edholm MVP: Joel Andersson / Christoffer Nilsson |

| 21.01.2023 18:00 (UTC+1) | Falkenbergs VBK | 1:3 (19:25, 25:22, 20:25, 20:25) raport / opis | Habo Wolley | Fyrishov, Uppsala Sędziowie: Malin Byhlin i Stefan Bernström MVP: Matthew Passalent / Chris Kalfic |

### Mecz o 3. miejsce
| 22.01.2023 11:30 (UTC+1) | Lunds VK | 2:3 (25:16, 20:25, 11:25, 25:16, 13:15) raport / opis | Falkenbergs VBK | Fyrishov, Uppsala Widzów: 328 Sędziowie: Kathrin Larsson i Martin Stenbock MVP: Kasper Benjaminsson / Fredrik Holgersson |

### Finał
| 22.01.2023 16:30 (UTC+1) | Hylte/Halmstad VBK | 3:0 (25:15, 25:20, 25:14) raport / opis | Habo Wolley | Fyrishov, Uppsala Widzów: 485 Sędziowie: Stefan Bernström i Magnus Hagström MVP: Dardan Lushtaku / Algot Danielsson |